# Comuna Bolehivți, Drohobîci
Bolehivți (în ucraineană Болехівці) este o comună în raionul Drohobîci, regiunea Liov, Ucraina, formată din satele Bolehivți (reședința) și Nove Selo.

## Demografie
Componența lingvistică a comunei Bolehivți
     Ucraineană (99,53%)
     Alte limbi (0,47%)
Conform recensământului din 2001, majoritatea populației comunei Bolehivți era vorbitoare de ucraineană (99,53%), existând în minoritate și vorbitori de alte limbi.